# Hans Walther-Büel
Hans Rudolf Walther-Büel (* 30. Januar 1913 in Bern; † 23. Februar 2002) war ein Schweizer Psychiater.

## Leben
Walther-Büel wurde 1945 an der Universität Bern promoviert und 1951 an der Universität Zürich habilitiert. 1954 wurde er an der Universität Bern habilitiert und zum Direktor der Heil- und Pflegeanstalt Münsingen ernannt. 1956 erhielt er eine ausserordentliche Professur der Universität Bern. 1963 wurde er ordentlicher Professor für klinische Psychiatrie an der Universität Bern und Direktor der Psychiatrischen Universitätsklinik Waldau. 1978 trat er in den Ruhestand.

## Schriften
- Über einen Dämmerzustand mit triebhafter Erregung nach Thalamusschädigung. In: Monatsschrift für Psychiatrie und Neurologie. Bd. 111, Nr. 1/2, 1946, S. 1–16, doi:10.1159/000148301 (Dissertation, Universität Bern, 1945).
- Die Psychiatrie der Hirngeschwülste und die cerebralen Grundlagen psychischer Vorgänge (= Acta Neurochirurgica. Supplementum 2). Springer, Wien 1951 (Habilitationsschrift, Universität Zürich, 1951).